# Етиен Боно де Кондияк
Етиен Боно дьо Кондияк (на френски: Étienne Bonnot de Condillac) е френски философ и епистемолог от школата на сенсуалистите, правил изследвания в области като психологията и философията на ума.

## Биография
Роден е в Гренобъл и е най-малкият от трима братя. По-големите Жан и Габриел приемат името Мабли, свързано с един от семейните имоти в Лоар. Етиен се идентифицира с друга собственост в Кондияк, Дром и е познат като „Боно де Кондияк“. Като брат си Габриел, Кондияк учи за свещеник (1733 – 1740) и е назначен за игумен на Мюро.
Кондилак посвещава целия си живот, с изключение на интервал от време, в който е съдебно-назначен учител в двора на Парма, на спекулативната мисъл.
В Париж Кондияк е свързан с кръга на Дени Дидро, философа, който организира издаването на Енциклопедия, или тълковен речник на науките, изкуствата и занаятите. Запознава се с Жан-Жак Русо и двамата остават приятели до смъртта на Русо през 1778 г.
Отношенията на Кондияк с неортодоксалните философи не нанасят вреди на кариерата му. Той публикува няколко произведения преди френският съд да го изпрати в Парма, за да обучава херцога сирак, тогава дете на седем години.
При завръщането си от Италия Кондияк е назначен във Френската академия през 1768 г. Противно на всеобщото схващане, че посещава само едно заседание, той е чест участник в заседанията две години преди смъртта си. През последните си години се оттегля във Флукс – малък имот, който купува в близост до река Лоара. Там умира на 3 август 1780 г.

## Теории за езика и сетивата
Кондияк смята езика за средството, чрез което сетивата и емоциите се трансформират в по-висши ментални способности. Той вярва, че структурата на езика отразява структурата на мисълта и сравнява идеи със звуците на клавесин. Неговите теории имат голям ефект върху развитието на езикознанието.
Кондияк поддържа идеята за сенсуализма – теория, според която всяко знание идва от сетивата и няма вродени идеи. Кондияк подкрепя експресионистичната теория за езиковото творение, която предвижда основните характеристики на по-късните идеи за езика на германския теоретик Йохан Готфрид фон Хердер (1744 – 1803).

## Икономически идеи
Трудът на Кондияк Le Commerce et le Gouvernement (публикуван през 1776 г., в една година с Богатството на народите на Адам Смит) се опитва да постави икономиката в ясна логическа рамка. Много от трудовете на Кондияк отразяват идеите на популярни физиократи, особено неговият анализ на данъчната структура и предложения за съживяване на икономиката. Той предлага също и друг аргумент, твърдейки че производителите работят, за да бъдат полезни. Повечето физиократи отхвърлят аргумента и идеята е игнорирана чак до преоткриването ѝ от Уилям Стенли Джевънс и Карл Менгер през 1871 г.
В своята теория за vrai prix (истинска цена) Кондияк предлага идеята за човешка история, разделена на две фази: прогрес и упадък. Прогресът е белязан от рационално развитие и употреба на ресурси; упадъкът е белязан от лошо поведение от страна на висшите класи, което постепенно достига до работниците, насърчавайки излишък, лукс и фалшиви цени, които вредят на населението. Кандияк вижда решението на този проблем, като vrai prix – истинска цена, създадена от невъзпрепятстваното взаимодействие между търсене и предлагане, постигната чрез пълна липса на регулации. Според него хората трябва да бъдат учени как да действат според собствения си интерес в свободен пазар, чрез преформулиране на техните разбирания. Защитавайки икономика на свободния пазар, противно на преобладаващата политика на тогаващното време за държавен контрол, Кондияк повлиява на класическо либералната икономическа теория.

## Философия на историята
В своите Histoire ancienne и Histoire moderne (1758 – 1767) Кондияк демонстрира как опитът и наблюденията върху миналото помагат на човека. Историята не е просто преразказ на миналото, но също така и източник на информация и вдъхновение. Аргументирането и критическото мислене могат да подобрят човек и да унищожат суеверията и фанатизма. По тази причина историята служи като морален, политически и философски учебник, от който човек да се учи как да живее по-добре. Двете истории представляват основната идея на Просвещението в изчистена форма.

## Произведения
- 1746 – Essai sur l’origine des connaissances humaines
- 1749 – Traité des systèmes
- 1754 – Traité des sensations
- 1755 – Traité des animaux
- 1775 – Cours d’études
- 1776 – Le Commerce et le gouvernement considérés relativement l’un à l’autre
- 1780 – La Logique ou l’art de penser
- 1798 – La Langue des calculs